# Ahrner Kopf
Ahrner Kopf, italienska: Cima del Vento, är ett 3 051 meter högt berg i Venedigergruppe på gränsen mellan Italien och Österrike. Andra toppar i närheten är Dreiherrenspitze, Rötspitze, Hohe Rosshuf och Virgilkopf